# Oberwil-Lieli
Oberwil-Lieli é uma comuna da Suíça, no Cantão Argóvia, com cerca de 1.943 habitantes. Estende-se por uma área de 5,35 km², de densidade populacional de 363 hab/km². Confina com as seguintes comunas: Aesch bei Birmensdorf (ZH), Arni, Berikon, Birmensdorf (ZH), Unterlunkhofen, Zufikon.
A língua oficial nesta comuna é o Alemão.
A comunidade de Oberwil-Lieli,tem hoje,em 8 de junho de 2016,2.222 habitantes,sendo um dos mais ricos vilarejos da Europa,com mais de 300 milionários.(fonte-Jornal Folha de S.Paulo,Edição de capa,de 8 de junho de 2.016).